# Миноциклин
Миноцикли́н — полусинтетический антибиотик группы тетрациклинов. Впервые был представлен в 1967 году, в настоящее время используется для лечения некоторых бактериальных инфекций, а также риккетсиозов и амёбиазов. Как и доксициклин, относится к тетрациклинам длительного действия. В сравнении с другими препаратами группы тетрациклинов, миноциклин имеет несколько более широкий спектр антибактериального действия, включая активность в отношении менингококков, однако его применение требует осторожности из-за специфических побочных эффектов и для предотвращения возникновения резистентности к нему микроорганизмов.

## Свойства
Является производным тетрациклина, структурно отличается от него наличием ещё одной диметиламиногруппы в 7 положении (и отсутствием 6-метил- и 6-гидроксогруппы).
В готовых лекарственных формах используется в виде гидрохлорида дигидрата.
Молекула миноциклина, в сравнении с другими тетрациклинами, обладает наиболее выраженными липофильными свойствами, что обусловливает отличия в фармакокинетике от остальных препаратов данной группы.

## Фармакология
Как и другие тетрациклины, препарат оказывает бактериостатическое действие на клетки чувствительных к нему микроорганизмов за счёт обратимого ингибирования синтеза белка. Миноциклин напрямую проходит через липидный бислой бактериальной мембраны (или пассивно диффундирует через каналы), после чего связывается с 30S-субъединицами рибосом и блокирует присоединение к ним тРНК, тем самым препятствуя синтезу бактериальных белков и, соответственно, дальнейшему росту бактерий и колонизации.
Миноциклин также является ингибитором матриксных металлопротеиназ, в связи с чем оказывает умеренное противовоспалительное действие при ревматоидном артрите и является одним из средств базисной терапии данного заболевания, прежде всего при легком его течении.
Текущие исследования изучают возможные нейропротекторные эффекты миноциклина против болезни Хантингтона — наследственного нейродегенеративного расстройства. Данные свойства препарата могут быть обусловлены его тормозящим действием на 5-липоксигеназу — воспалительный фермент, ассоциированный с процессами старения мозга.

## Побочные эффекты
Часто возникают различные вестибулярные симптомы: головокружение, вертиго (более 30 % случаев), и изменение цвета зубов у детей (более 10 %).
Ототоксичен (может ухудшиться слух).
В Норвегии препараты, содержание миноциклин, в 1989 году были запрещены к регистрации в связи с тем, что соответствующие побочные реакции обычно носили более тяжёлый характер, нежели в результате приёма других тетрациклинов. Вместе с тем ВОЗ отмечает, что данный препарат успешно зарегистрирован во многих странах, случаев отказа в регистрации более нигде не зафиксировано, а описанные симптомы, связанные с приёмом миноциклина, как правило, не характеризуются как тяжёлые.
В Филиппинах миноциклин, равно как и другие тетрациклины, с 1978 года запрещён к применению в педиатрии, поскольку все препараты данной группы имеют свойство накапливаться в развивающейся костной ткани детей (а также плода у беременных женщин), что может привести к задержке роста костей и окрашиванию тканей зубов.

## Фармакоэкономика
С 1994 года миноциклин продавался в России под торговой маркой «Миноцин» производства США. По истечении пятилетного периода регистрация препарата не была продлена, и с 1999 года он надолго исчез с фармакологического рынка.
В апреле 2012 года ОАО «АВВА РУС» получило государственную регистрацию на миноциклин под торговым наименованием «Минолексин».